# There's No Way
There's No Way è un singolo del cantante statunitense Lauv, realizzato in collaborazione con la cantante statunitense Julia Michaels e pubblicato nel 2018.

## Tracce
- Download digitale

1. There's No Way (featuring Julia Michaels) - 2:54

- Remixes EP

1. There's No Way (featuring Julia Michaels) [Alle Farben Remix] - 3:07
2. There's No Way (featuring Julia Michaels) [Synapson Remix] - 3:18
3. There's No Way (featuring Julia Michaels) [MYRNE Remix] - 4:29
4. There's No Way (featuring Julia Michaels) [Cat Dealers Remix] - 2:57